# Schwarzer Leuchtturm Warfleth
Der Schwarze Leuchtturm Warfleth ist ein ehemaliges Leuchtfeuer an der Unterweser. Er steht auf der Halbinsel Warflether Sand, benannt nach Warfleth, einem Ortsteil von Berne im Landkreis Wesermarsch. Als „Schwarzer Leuchtturm“ ist auch das alte Oberfeuer Lemwerder bekannt.

## Quermarkenfeuer Farge
Der 11,7 m hohe Stahlfachwerkturm wurde von Heinrich Tillmann entworfen und 1897 auf dem Bremer Vulkan gebaut. Er wurde im Rahmen der Weserkorrektion in Farge, also auf der Bremer Weserseite, aufgestellt und ging mit einer gasbetriebenen Laterne von Julius Pintsch am 31. August 1898 als Quermarkenfeuer in Betrieb. Die Optik bestand aus einer Fresnel-Linse 6. Ordnung.
1925 wurde der Turm um sechs Meter erhöht und das Leuchtfeuer auf elektrischen Betrieb umgestellt. Die Feuerhöhe veränderte sich von 10,8 auf 16,8 Meter. Beim erneuten Ausbau der Weser wurde das Quermarkenfeuer 1954 gelöscht und der Turm von Farge auf die niedersächsische Weserseite nach Warfleth versetzt.

## Leuchtfeuer in Warfleth
Bereits 1927 wurde bei Warfleth eine schwarze, eiserne Gitterbake mit Galerie und roter Laterne errichtet, die als Leitfeuer den Übergang zur Richtfeuerlinie Lemwerder bezeichnete. Das Leitfeuer war 1946 zerstört, ging 1950 wieder in Betrieb und wurde mit der Inbetriebnahme der Richtfeuerlinie Warfleth endgültig gelöscht.
Die Richtfeuerlinie Warfleth wurde 1954 errichtet. Für das Oberfeuer wurden der 17,7 m hohe Turm und die Optik aus Farge übernommen. Das Unter- und Sektorenfeuer stand auf einer 13,7 m hohen weißen Dreibeinbake aus feuerverzinktem Rohr und erhielt ebenfalls eine Fresnel-Linse 6. Ordnung. Die Kennung war zuerst unterschiedlich und wurde 1974 einheitlich auf ein unterbrochenes Feuer (Oc.8s) umgestellt.
Als 1983 die neue Richtfeuerlinie Juliusplate-Berne in Betrieb genommen wurde, sind die Leuchtfeuer auf dem Warflether Sand gelöscht worden. Das Unterfeuer wurde 1988 abgebrochen. Um den bereits geplanten Abbruch des Oberfeuers zu verhindern, wurde 1988 der Verein „Schwarzer Leuchtturm Warfleth e.V.“ gegründet. Er konnte den Turm vom Wasser- und Schifffahrtsamt Bremen übernehmen und sorgt seitdem für dessen Unterhaltung.